# Lilla julafton
Lilla julafton, även lilljulafton, lillejul eller lillejulafton, är en från början skånsk tradition som avser ett slags julfirande dagen före den egentliga julen.
Termen är känd första gången från 1775 i Skåne i Sverige. Den dag som oftast benämns lilla julafton är dagen före julafton, men på många platser avses istället kyndelsmässodagen.[källa behövs] Ibland firas lilla julafton på Sankt Nikolaus-dagen den 6 december. Ovanligare men förekommande är vid Mårten, på Luciadagen (13 december), Tomasdagen (21 december), trettondagsafton (5 januari) eller på Tjugondedag Knut (13 januari).[källa behövs]
På bland annat Island och Färöarna kallas firandet för Thorlaksmässa (Isländska: Þorláksmessa, färöiska: Tollaksmessa), efter Sankt Thorlak.
I Svenskfinland, inklusive Åland, finns en tradition som kallas lilla jul. Den firas kvällen före första söndagen i advent.